# 昌平体育馆
40°12′40″N 116°13′35″E / 40.2112°N 116.2264°E
昌平体育馆是位于中国北京市昌平区城北街道的一座体育馆。该馆坐落在昌平南桥东南角，西邻京藏高速公路，北邻昌平南环路。
昌平体育馆的前身是昌平自行车赛场，是1990年亚运会场地自行车项目的比赛场地。

## 昌平自行车赛场
昌平自行车赛场是中国第一个国际标准的自行车赛场，于1989年5月建成并投入使用，隶属于北京市体委。赛场建筑面积11857平方米，由主体建筑和附属建筑两部分组成。自行车跑道呈椭圆形，周长333.333米。四周看台有6000个坐席，看台外围有6米宽的环形练习跑道。该场地由北京城建建设，并获得鲁班奖。
在1990年亚洲运动会上，周玲美即是在该场地上打破了女子自行车场地1公里个人计时赛的世界纪录，成为第一位打破自行车世界纪录的亚洲人。

## 改造
2004年，自行车赛场因设施落后，功能单一而进行改扩建。工程总投资16900万元，于2007年4月完工，成为一座综合性体育馆，即昌平体育馆，同时也是当时亚洲单体最大体育馆。改造后的体育馆占地47144平方米，主体建筑面积26035平方米，室内主场地8400平方米，室内其它场地3600平方米，观众坐席5837个。该馆具备餐饮、洗浴、会议、办公、转播等功能，具备安检、探头、消防等条件，符合承办比赛的要求，可内设篮球、排球、网球、羽毛球、乒乓球、台球、壁球、游泳、健身操、摔跤、柔道、跆拳道等多种运动健身地。